# Giuseppe Schiavini
Giuseppe Schiavini (* 2. August 1889 in Crenna di Gallarate, Provinz Varese, Italien; † 1. April 1974) war Weihbischof in Mailand.

## Leben
Giuseppe Schiavini empfing am 6. Juli 1913 das Sakrament der Priesterweihe.
Am 13. April 1955 ernannte ihn Papst Pius XII. zum Titularbischof von Pharsalus und bestellte ihn zum Weihbischof in Mailand. Der Erzbischof von Mailand, Giovanni Montini, spendete ihm am 22. Mai desselben Jahres die Bischofsweihe; Mitkonsekratoren waren der Weihbischof in Mailand, Domenico Bernareggi, und der Bischof von Jixian, Mario Civelli PIME. Am 28. Juni 1963 wurde Giuseppe Schiavini Titularerzbischof von Famagusta.
Er nahm an allen vier Sitzungsperioden des Zweiten Vatikanischen Konzils als Konzilsvater teil.